# 페드라브랑카섬 분쟁
페드라브랑카섬 분쟁은 싱가포르 최동단의 섬인 페드라브랑카섬의 영유권 분쟁이다. 현재 페드라브랑카섬의 소유권은 싱가포르에 있으며, 과거에는 말레이시아가 영유권을 주장한 바 있다.

## ICJ 제소 관련
페드라 브랑카의 ICJ 제소에 관한 내용을 살펴보자면, 2008년 당시 영유권 분쟁 판결이 내려진 사례가 있었으나, 영국이 이 섬에다가 등대 설치를 하는 것을 필두로 하여 판결 결과에 따라 싱가포르의 법규로 자연스럽게 적용된 것으로 판단되었다.

## 같이 보기
- 페드라브랑카섬